# Territoriale Entwicklung Kanadas

Animation der territorialen Entwicklung der Provinzen und Territorien Kanadas

Dieser Artikel zeigt die territoriale Entwicklungs Kanadas mit sämtlichen Veränderungen der Außen- und Binnengrenzen.

## Entwicklung
1. Juli 1867
Das Dominion Kanada wird aus drei Gebieten Britisch-Nordamerikas geschaffen: den beiden Kolonien New Brunswick und Nova Scotia sowie der Provinz Kanada, die nun in die Provinzen Ontario und Québec geteilt wird.
15. Juli 1870
Das Vereinigte Königreich tritt den größten Teil des in Britisch-Nordamerika noch verbliebenen Territoriums an Kanada ab: Rupert’s Land und das Nordwestliche Territorium, vereinigt werden sie die Nordwest-Territorien. Zuvor wird aufgrund des Rupert’s Land Act von 1868 die private Hudson’s Bay Company mit 300.000 Pfund entschädigt.
Der Manitoba Act tritt am selben Tag 1870 in Kraft. Hiermit wird das Dominion Kanada um die riesigen Territorien erweitert und darin ein quadratisch zugeschnittenes Gebiet rund um die Stadt Winnipeg zur Provinz Manitoba.
20. Juli 1871
Die britischen Vereinigten Kolonien von Vancouver Island und British Columbia werden zur kanadischen Provinz British Columbia. Damit erreicht die Ausdehnung Kanadas die Ostküste des Kontinents und reicht nun zwischen dem Pazifischen und dem Atlantischen sowie dem Arktischen Ozean von Meer zu Meer.
1. Juli 1873
Die britische Kolonie Prince Edward Island wird zur 7. Provinz. Die vor der Atlantikküste von New Brunswick und Nova Scotia gelegene Insel wird damit eine der drei Seeprovinzen.
26. Juli 1874
Die Grenzen Ontarios werden provisorisch nach Norden und Westen verschoben, und das Gebiet der Provinz damit auf Kosten der Nordwest-Territorien erweitert. Diese Maßnahme gilt als Vorwegnahme der zukünftigen Entwicklung und des zu erwartenden Bevölkerungswachstums.
12. April 1876
Ein zentraler Streifen der Nordwest-Territorien wird als Keewatin-Distrikt ausgegliedert, der im Süden an Manitoba und Ontario grenzt.
1. September 1880
Das Vereinigte Königreich tritt die Britischen Arktis-Territorien an Kanada ab, die den Nordwest-Territorien angeschlossen werden.
1. Juli 1881
Die Grenzen Manitobas werden ausgedehnt, doch ein bedeutender Teil ist umstritten, da Ontario darauf Anspruch erhebt.
7. Mai 1886
Durch Änderung seines südwestlichen Grenzverlaufs wird der Keewatin-Distrikt verkleinert.
12. August 1889
Das zwischen Manitoba und Ontario umstrittene Gebiet wird Ontario zugeschlagen, dessen Grenzen weiter nach Norden und Westen verschoben werden.
2. Oktober 1895
Der Keewatin-Distrikt wird nach Osten erweitert.
13. Juni 1898
Das Yukon-Territorium wird von den Nordwest-Territorien abgespalten. Die nordwestliche Grenze Québecs wird nach Norden bis an die Hudson-Bucht verschoben.
23. Mai 1901
Die östliche Grenze des Yukon-Territoriums wird angepasst.
1. September 1905
Der Keewatin-Distrikt wird wieder den Nordwest-Territorien zugeschlagen; aus deren südlichen Anteilen werden die Provinzen Alberta und Saskatchewan gebildet.
15. Mai 1912
Manitoba, Ontario, und Québec werden nordwärts zu ihren heutigen Grenzen erweitert. Fünf Jahre zuvor wurde die Kolonie Neufundland ein Dominion im Britischen Weltreich.
11. März 1927
Ein britisches Gericht entscheidet in einem Grenzkonflikt zwischen Labrador und Québec zugunsten von Labrador. Kanada muss daraufhin ein kleines Gebiet an das Dominion Neufundland abtreten.
31. März 1949
Das unabhängige Dominion Neufundland und dessen abhängiges Territorium Labrador treten Kanada bei und werden zur 10. Provinz Neufundland.
1. April 1999
Das Territorium Nunavut wird von den Nordwest-Territorien abgespalten und mit besonderen Rechten für die heimischen Inuit ausgestattet. Seine Hauptstadt ist Iqaluit auf der Baffininsel.
6. Dezember 2001
Der Name der Provinz Neufundland wird in Neufundland und Labrador geändert.
1. April 2003
Der Name des Yukon-Territoriums wird in Yukon geändert, ohne dass sich der Status als Territorium ändert.
19. Dezember 2023
Das dänische Parlament ratifiziert einen am 14. Juni 2022 in Ottawa geschlossenen Grenzvertrag mit Kanada, durch den die Hans-Insel entlang einer Schlucht zwischen beiden Staaten geteilt wird.
gegenwärtig
Kanada besteht damit heute aus zehn Provinzen, die im Süden einen Gürtel bilden, sowie drei Territorien im Norden, die – bis auf Hudson Bay und Ungava Bay – nördlich des 60. Breitengrads liegen (siehe auch Provinzen und Territorien Kanadas).

## Quelle
- Territorial Evolution - Natural Resources Canada (englisch)